# David Christopher Evans
David Christopher Evans (nascut el 1980) és un paleontòleg i biòleg evolutiu canadenc especialitzat en l'evolució i la paleobiologia dels dinosaures del Cretaci de l'oest de Nord-amèrica. Es graduà per la Universitat de la Colúmbia Britànica i es doctorà per la Universitat de Toronto. És membre de la Societat Geogràfica Reial del Canadà (SGRC) i de la Societat Reial del Canadà (Col·legi de Nous Acadèmics, Artistes i Científics), i actualment treballa de conservador en cap i càtedra Temerty de Paleontologia dels Vertebrats al Museu Reial d'Ontario (Toronto). És professor del Departament d'Ecologia i Biologia Evolutiva de la Universitat de Toronto. És especialment conegut per la seva feina en l'àmbit de la paleobiologia dels dinosaures hadrosàurids («de bec d'ànec») i ha dut a terme recerca a escala internacional sobre paleontologia.